# Tom Clancy's Ghost Recon: Future Soldier
Tom Clancy's Ghost Recon: Future Soldier (vaak afgekort tot Ghost Recon: Future Soldier of Future Soldier) is een tactical/third-person shooter ontwikkeld door Ubisoft Paris, Ubisoft Red Storm en Ubisoft Romania, allemaal dochterbedrijven van de uitgever van het spel Ubisoft. Het spel kwam op 24 mei 2012 uit in Europa voor de PlayStation 3 en Xbox 360. Op 28 juni 2012 kwam het uit voor Microsoft Windows.

## Plot
Future Soldier start met een missie waarin een Ghost Team, een speciaal soort geweergroep, met de roepletters "Predator" wordt ingezet in Nicaragua om de wapenhandel te verstoren in de regio. Wanneer zij een konvooi voertuigen inspecteren ontploft een vuile bom waardoor de hele geweergroep omkomt.
Ghost Team "Hunter" moet de bron van de bom onderzoeken. Hunter krijgt als eerste opdracht een wapenhandelaar genaamd Paez in Bolivia te redden omdat hij informatie zou hebben over de afkomst van de bom. Het team redt Paez en volgt dan een spoor van wapens van Zambia, waar ze een lokale krijgsheer elimineren, naar Nigeria, Pakistan, Noorwegen en Rusland, waar het team een zending wapens vernietigt op een luchthaven, een internationaal conflict veroorzakend.
Enige tijd later wordt een kernraket afgevuurd uit Rusland op Londen, maar de nucleaire kernkop wordt op het laatste moment geëlimineerd door het Amerikaanse raketschild. De lancering is terug te voeren op Russische speciale eenheden onder de naam Raven's Rock gesitueerd in Dagestan. Hun primaire doel is om de wereld te destabiliseren met illegale wapenhandel. Het Ghost Team wordt naar Dagestan gestuurd om Georgische eenheid te redden. Tijdens de reddingsoperatie wordt het team in een hinderlaag gelokt door de Russische Spetsnaz die de toegang tot high-tech apparatuur op hetzelfde niveau als het Ghost Team hebben. Later blijkt dat deze soldaten deel uitmaken van de elite-eenheid van Rusland die aan de zijde van Raven's Rock staan.
Een staatsgreep is opgevoerd waardoor Raven's Rock nu de leiding heeft over het grootste deel van Rusland uitgezonderd een paar gebieden waar loyale Russische troepen tegen de nieuwe regering vechten. Het team vertrekt dan naar het noorden van Rusland om een aantal boorschepen te beveiligen, zodat de loyalistische Russische troepen een vaste toevoer van aardolie hebben. Na de verwezenlijking hiervan, moet het team een generaal van de loyalisten redden. Na de vernietiging van de artillerie dat de troepen van de generaal aanviel ligt het team onder hevig vuur tot luchtsteun komt en alle tegenstand elimineert. Vervolgens wordt Kozak, een van de teamleden, belast met een solo-operatie om de Russische president uit een gevangenis in Siberië te redden. Dit lukt Kozak waarna het hele team de president beschermt tijdens zijn terugkeer naar Moskou. Tijdens deze terugreis wordt de macht van Raven's Rock omvergeworpen nadat de generaal wordt vermoord. Hierdoor lijkt de crisis voorbij.
Terwijl iedereen feest viert ontvangt het team inlichtingen over de locatie van de zeven andere leiders van Raven's Rock, die de hele crisis regisseerden. Het team wordt op een clandestiene operatie gestuurd om de zeven leiders te elimineren. Na de eliminatie van zes van de zeven achtervolgt het team de laatste leider, met de codenaam "Ace". Op een station verwondden ze hem waarna Ace zegt dat het team hem niet zal vermoorden omdat de Amerikaanse overheid ze dat niet toelaat. Op het moment dat ze Ace willen executeren, zegt Majoor Mitchell dat ze Ace niets moeten aandoen en dat ze hem naar Amerika moeten brengen. Op dat moment komt er een trein aan terwijl Ace gewond op de sporen ligt. Ace herinnert het team eraan dat hun orders waren om hem in leven houden. Ferguson corrigeert hem, zeggende dat hun orders niet waren om hem in leven te houden, maar om hem niets aan te doen. Het team verlaat Ace, die momenten later wordt overreden door de trein.

## Ontvangst
| Gemiddelde Score | Gemiddelde Score                                                      |
| ---------------- | --------------------------------------------------------------------- |
| Bron             | Score                                                                 |
| GameRankings     | Niet bekend (Windows) 78% (PlayStation 3) 78,65% (Xbox 360)           |
| Metacritic       | 75 uit 100 (Windows) 78 uit 100 (PlayStation 3) 79 uit 100 (Xbox 360) |
| Review Score     |                                                                       |
| Publicist        | Beoordeling                                                           |
| Eurogamer        | 8/10                                                                  |
| Gamespot         | 6.5/10                                                                |
| IGN              | 8,5                                                                   |
| Power Unlimited  | 8,5                                                                   |

Ghost Recon: Future Soldier is over het algemeen goed ontvangen. De scores van recensieverzamelaars GameRankings en Metacritic variëren tussen een 7,5 en een 8.
Alex Simmons, een recensent van IGN, noemde als minpunten de slechte dialogen, de muziek en de af en toe matige graphics. Goed, noemde hij, waren de effecten, soms mooi "prachtige" momenten, de geluidseffecten en de verbeterde gameplay.
Chris Watters, van Gamespot, was blij met de lange singleplayer en co-op-modus en de competitieve multiplayer, maar vond de vuurgevechten niet interessant en ondervond technische problemen met de multiplayer en de kunstmatige intelligentie.